# Іван Михайлов
Іван Михайлов Гаврилов (псевдо: — «Ванчо Михайлов», «Ванче Михайлов», «Радко»; (нар. 26 серпня 1896, с. Ново Село (зараз фактично район міста Штип), Північна Македонія — пом. 5 вересня 1990, м. Рим, Італія) — болгарський революціонер і політичний діяч, керівник ВМРО протягом 1924—1934.

## Життєпис
Народився 26 серпня 1896 у селі Ново Село (тепер община Штип у Македонії).
Навчався у болгарській чоловічій гімназії в Салоніках, у якій багато вчителів належали до Внутрішньої македонсько-одринської революційної організації. Продовжує навчання у сербській гімназії в Скоп'є, яку закінчив у 1915.

### Революційна діяльність

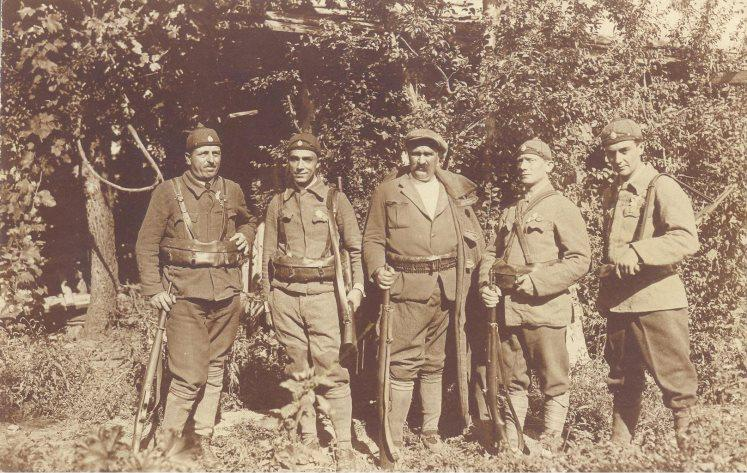
Іван Михайлов (другий зліва) серед бійців ВМРО

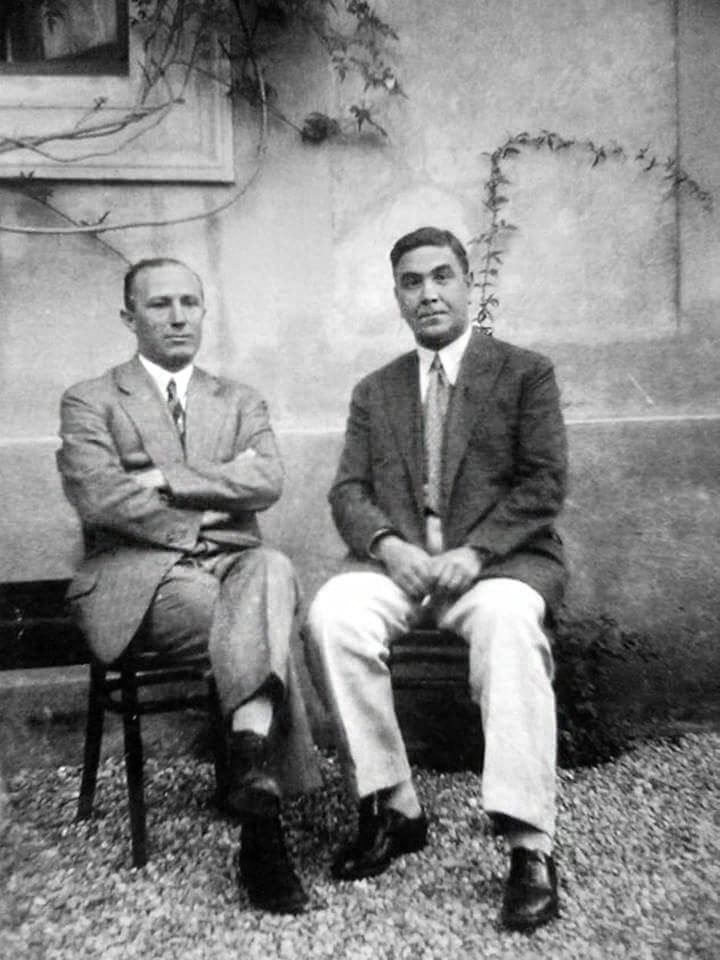
Анте Павелич (праворуч) та лідер ВМРО Іван Михайлов на еміграції в Італії. Брешія, 1931.

У 1918 служить в болгарській армії, а після закінчення Першої світової війни вступив на юридичний факультет Софійського університету Святого Климента Охридського. В цей ж час, за пропозицією Тодора Александрова займає посаду його особистого секретаря у закордонному представництві ВМРО в Софії.

### Керівник ВМРО
Після вбивства 31 серпня 1924 його друга і вчителя Тодора Александрова Івана Михайлова обирають членом Центрального Комітету ВМРО і він стає фактичним керівником організації. Відзначається на посту жорстокими розправами з політичними суперниками, зокрема, за його вказівкою були вбиті визначні члени ВМРО Дімо Хаджідімов, Наум Томалевський та Александр Протогеров, яких Михайлов запідозрив у причетності до вбивства Тодора Александрова.
Під його керівництвом ВМРО здійснювала регулярні напади на югославських та грецьких військових та урядовців. Михайлов активно співпрацює із іншими противниками Югославії — хорватськими усташами на чолі з Анте Павелічем та албанськими націоналістами на чолі з Хасаном Пріштіною.
9 жовтня 1934 в Марселі бойовик ВМРО Владо Черноземський застрелив короля Югославії Александра I Карагеоргійовича..

### В еміграції
У 1934 ВМРО забороняє влада Болгарії і засуджує Михайлова заочно до смертної кари. Він змушений переховуватися за кордоном.
Після Другої світової війни і аж до смерті 5 вересня 1990 проживав у Римі.